# Singali
Singali is een bestuurslaag in het regentschap Padang Sidempuan van de provincie Noord-Sumatra, Indonesië. Singali telt 663 inwoners (volkstelling 2010).